# Deutsche Kurzbahnmeisterschaften 2011
Die Deutschen Kurzbahnmeisterschaften 2011 im Schwimmen fanden vom 24. bis 27. November 2011 in der Wuppertaler Schwimmoper statt und wurden vom SV Bayer Wuppertal organisiert. Der Veranstalter war der Deutsche Schwimm-Verband. Der Wettkampf diente gleichzeitig als Qualifikationswettkampf für die Kurzbahneuropameisterschaften 2011 in Stettin. Es wurden bei Männern und Frauen Wettkämpfe in je 20 Disziplinen ausgetragen, darunter zwei Staffelwettkämpfe.
| Disziplin           | Männer                                                             | Männer                                                             | Männer   | Frauen                                      | Frauen                                      | Frauen   |
| Disziplin           | Name                                                               | Verein                                                             | Zeit     | Name                                        | Verein                                      | Zeit     |
| 050 m Freistil      | Steffen Deibler                                                    | Hamburger SC                                                       | 00:21,57 | Britta Steffen                              | SG Neukölln Berlin                          | 00:24,16 |
| 100 m Freistil      | Christoph Fildebrandt                                              | SG Bayer                                                           | 00:47,98 | Britta Steffen                              | SG Neukölln Berlin                          | 00:52,00 |
| 200 m Freistil      | Paul Biedermann                                                    | SV Halle/Saale                                                     | 01:44,06 | Silke Lippok                                | SSG Pforzheim                               | 01:55,04 |
| 400 m Freistil      | Paul Biedermann                                                    | SV Halle/Saale                                                     | 03:42,57 | Silke Lippok                                | SSG Pforzheim                               | 04:06,96 |
| 800 m Freistil      | Christian Kubusch                                                  | SC Magdeburg                                                       | 07:46,86 | Isabelle Härle                              | SV Nikar Heidelberg                         | 08:24,40 |
| 1500 m Freistil0    | Christian Kubusch                                                  | SC Magdeburg                                                       | 14:52,55 | Melanie Radicke                             | SV Halle/Saale                              | 16:15,49 |
| 050 m Brust         | Erik Steinhagen                                                    | SG Essen                                                           | 00:27,25 | Dorothea Brandt                             | SG Neukölln Berlin                          | 00:30,32 |
| 100 m Brust         | Marco Koch                                                         | DSW 1912 Darmstadt                                                 | 00:59,44 | Sarah Poewe                                 | SG Bayer                                    | 01:06,60 |
| 200 m Brust         | Marco Koch                                                         | DSW 1912 Darmstadt                                                 | 02:05,76 | Vanessa Grimberg                            | SB Schwaben Stuttgart                       | 02:24,39 |
| 050 m Schmetterling | Steffen Deibler                                                    | Hamburger SC                                                       | 00:23,00 | Dorothea Brandt                             | SG Neukölln Berlin                          | 00:26,55 |
| 100 m Schmetterling | Philip Heintz                                                      | SV Mannheim                                                        | 00:52,50 | Sina Sutter                                 | SG Essen                                    | 00:58,03 |
| 200 m Schmetterling | Tim Wallburger                                                     | SG Neukölln Berlin                                                 | 01:54,42 | Franziska Hentke                            | SC Magdeburg                                | 02:07,30 |
| 050 m Rücken        | Christian Diener                                                   | PSV Cottbus 90                                                     | 00:24,03 | Doris Eichhorn                              | Aqua Berlin                                 | 00:27,94 |
| 100 m Rücken        | Christian Diener                                                   | PSV Cottbus 90                                                     | 00:52,14 | Jenny Mensing                               | SC Wiesbaden 1911                           | 00:59,31 |
| 200 m Rücken        | Christian Diener                                                   | PSV Cottbus 90                                                     | 01:51,99 | Jenny Mensing                               | SC Wiesbaden 1911                           | 02:06,81 |
| 100 m Lagen         | Markus Deibler                                                     | Hamburger SC                                                       | 00:53,42 | Dorothea Brandt                             | SG Neukölln Berlin                          | 01:00,53 |
| 200 m Lagen         | Łukasz Wójt                                                        | SG Frankfurt                                                       | 01:58,47 | Katharina Schiller                          | VfL Waiblingen                              | 02:10,75 |
| 400 m Lagen         | Yannick Lebherz                                                    | DSW 1912 Darmstadt                                                 | 04:05,26 | Theresa Michalak                            | SV Halle/Saale                              | 04:36,01 |
| 4 × 50 m Freistil   | Schwimmgemeinschaft Frankfurt Glania, Heftrich, Kutscher, di Carli | Schwimmgemeinschaft Frankfurt Glania, Heftrich, Kutscher, di Carli | 01:28,63 | SG Essen Schmiedel, Vitting, Sutter, Ruhnau | SG Essen Schmiedel, Vitting, Sutter, Ruhnau | 01:41,46 |
| 4 × 50 m Lagen      | SG Essen Konopka, Steinhagen, Kusch, Nguyen                        | SG Essen Konopka, Steinhagen, Kusch, Nguyen                        | 01:38,14 | SG Essen Schmiedel, Ruhnau, Sutter, Vitting | SG Essen Schmiedel, Ruhnau, Sutter, Vitting | 01:51,11 |

1. ↑  Deutscher Altersklassenrekord für 17-Jährige
2. 1 2 3  Deutscher Altersklassenrekord für 18-Jährige